# Estadio municipal de béisbol de Taipéi
El Estadio municipal de béisbol de Taipéi (en chino: 台北市立棒球場) fue un estadio de béisbol ubicado en el distrito de Songshan de Taipéi, Taiwán. Fue inaugurado en 1959, y recibió numerosos grandes partidos de béisbol en los últimos años, incluyendo el primer partido del CPBL en 1990 entre los equipos Uni-President Lions y Brother Elephants. Durante sus años como profesional, el estadio se tomó con frecuencia como el estadio de los Brother Elephants, Wei Chuan Dragons, y los mercuries Tigers. Fue cerrado y demolido en 2000. Su sitio es ocupado actualmente por el Taipei Arena.